# Nordkoreanisch-südkoreanische Beziehungen
Die Beziehungen zwischen Nordkorea und Südkorea, auch Nordkoreanisch-südkoreanische Beziehungen oder Interkoreanische Beziehungen genannt, beschreiben das zwischenstaatliche Verhältnis zwischen Nordkorea und Südkorea. Beide Staaten gehörten bis 1948 zu einer relativ homogenen Nation und sie entstandenen als Nebeneffekt des Kalten Krieges und dem Einfluss ausländischer Mächte auf der Koreanische Halbinsel. Nord- und Südkorea standen sich 1950 bis 1953 im Koreakrieg gegenüber, der mit einem Waffenstillstandsabkommen, aber nicht mit einem Friedensvertrag endete. Seitdem haben sich die beiden koreanischen Staaten sehr unterschiedlich entwickelt. Nordkorea ist ein totalitärer kommunistischer Einparteienstaat, während Südkorea zu einer liberalen Demokratie mit erfolgreicher Marktwirtschaft geworden ist.
Beide Staaten haben nach dem Koreakrieg weiterhin ein antagonistisches Verhältnis, auch wenn es zu politischen Annäherungen, Treffen auf bilateralen Ebenen und Verhandlungen über eine mögliche Wiedervereinigung Koreas gekommen ist. Beide Staaten verstehen sich als einzige legitime Vertretung des koreanischen Volkes und erkennen sich gegenseitig nicht an, unterhalten keine diplomatischen Beziehungen und erheben Anspruch auf das jeweilige Staatsgebiet des anderen. Es gab zwischen 1961 und 2024 in Nordkorea das Komitee für die friedliche Wiedervereinigung des Vaterlandes, welches mit innerkoreanischen Angelegenheiten betraut war, dessen südkoreanisches Gegenstück das Vereinigungsministerium ist.

## Geschichte

### Vorgeschichte

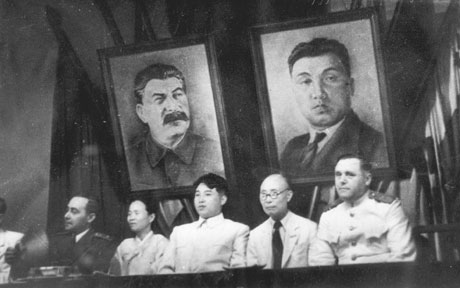
Treffen der Partei der Arbeit Koreas unter Porträts von Josef Stalin und Kim Il-sung (1946)

Die koreanische Halbinsel war von 1910 bis 1945 von Japan besetzt. Am 9. August 1945, in den letzten Tagen des Zweiten Weltkriegs, erklärte die Sowjetunion Japan den Krieg und marschierte in Korea ein. Am 24. August erreichte die Rote Armee Pjöngjang und errichtete eine Militärregierung in Korea nördlich des 38. Breitengrades. Die amerikanischen Streitkräfte landeten am 8. September im Süden und errichteten eine amerikanische Militärregierung. Beide Besatzungsmächte begannen, Koreaner, die auf ihrer politischen Seite standen, in Führungspositionen zu installieren und ihre Gegner an den Rand zu drängen. Nachdem die amerikanisch-sowjetischen Beziehungen sich verschlechtert hatten, konnte keine Lösung hinsichtlich einer Wiedervereinigung beider Landesteile erreicht werden und 1948 wurden im Norden die kommunistische Demokratische Volksrepublik Korea und im Süden die kapitalistische Republik Korea ausgerufen. Kim Il-sung wurde Staatsgründer Nordkoreas und Rhee Syng-man wurde nach Wahlen zum ersten Präsidenten im Süden und löste die US-Militärbesatzung am 15. August formell ab. Die sowjetischen Besatzungstruppen verließen den Norden am 10. Dezember 1948. Die US-Streitkräfte verließen den Süden im folgenden Jahr, doch die US Korean Military Advisory Group blieb, um die Streitkräfte der Republik Korea auszubilden. Beide Länder blieben eng an ihre jeweilige Schutzmacht, die Sowjetunion bzw. die Vereinigten Staaten gebunden und erkannten sich gegenseitig nicht an.

### Koreakrieg

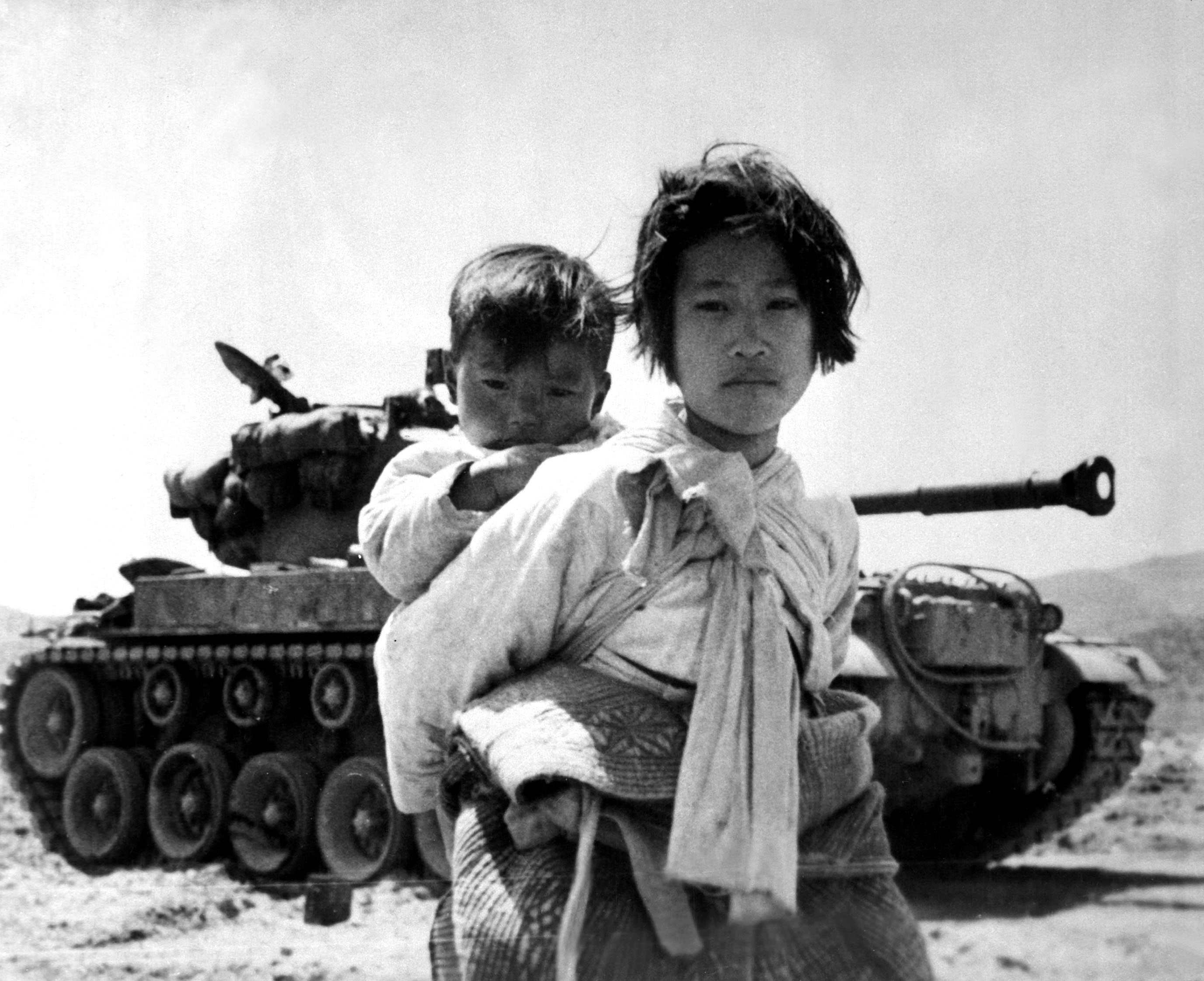
Zivilisten im Koreakrieg

Am 25. Juni 1950 marschierte Nordkorea in den Süden ein, womit der Koreakrieg begann. Sie eroberten in kürzester Zeit den größten Teil des Landes. Im September 1950 griffen die Streitkräfte der Vereinten Nationen unter Führung der Vereinigten Staaten ein, um den Süden zu verteidigen, und warfen die nordkoreanische Armee zurück. Als sie sich der Grenze zu China näherten, griffen chinesische Truppen aufseiten Nordkoreas ein, wodurch sich das Gleichgewicht des Krieges erneut verschob. Die Kämpfe endeten am 27. Juli 1953 mit einem Waffenstillstand, der in etwa die ursprünglichen Grenzen zwischen Nord- und Südkorea am 38. Breitengrad wiederherstellte. Der Waffenstillstand führte aber nicht zu einem Friedensvertrag oder gegenseitiger diplomatischer Anerkennung. Es wurde die demilitarisierte Zone Koreas (DMZ) eingerichtet, eine Pufferzone an der Grenze zwischen den beiden Staaten. Der Krieg führte zur völligen Verwüstung der koreanischen Halbinsel. Südkorea verlor eine Million Menschen, während Schätzungen von 1,75 Millionen Toten im Norden ausgehen. US-amerikanische Flächenbombardements zerstörten besonders im Norden die Industrie und Infrastruktur. Millionen Menschen mussten aus ihrer Heimat flüchten und viele Familien wurden getrennt.

### Beziehungen während des Kalten Krieges
Nach dem Krieg waren die innerkoreanischen Beziehungen von Feindseligkeit und intensivem Wettbewerb geprägt. So hat der Bau der U-Bahn in Pjöngjang den Bau einer solchen in Seoul angeregt. In den 1980er Jahren errichtete die südkoreanische Regierung in ihrem Dorf Daeseong-dong in der DMZ einen 98 m hohen Fahnenmast. Als Antwort darauf errichtete Nordkorea einen 160 m hohen Fahnenmast in dem nahe gelegenen Dorf Kijŏng-dong. Es kam regelmäßig zu Akten der Spionage, der Sabotage und des Terrorismus. In dieser Zeit führten Nord- und Südkorea in einer Reihe von Vergeltungsschlägen verdeckte Angriffe auf die jeweils andere Seite durch, die auch Attentate auf die südliche und nördliche Führung umfassten. So attackierte ein nordkoreanisches Kommando den südkoreanischen Präsidenten Park Chung-hee in seiner Residenz im Blauen Haus am 21. Januar 1968. Alle 31 Soldaten der koreanischen Volksarmee wurden getötet, gefangen genommen oder mussten fliehen. Präsident Park blieb unverletzt. Ein Jahr später entführte Nordkorea ein Flugzeug der Korean Airlines und brachte die Passagiere als Geiseln nach Nordkorea.
1971 kam es erstmals zu Gesprächen zwischen beiden Seiten und im Mai 1972 traf Lee Hu-rak, der Direktor des National Intelligence Service, heimlich mit Kim Il-sung in Pjöngjang zusammen. Kim entschuldigte sich für den Angriff auf das blaue Haus und leugnete, ihn gebilligt zu haben. Im Juni desselben Jahres wurden die Drei Prinzipien der nationalen Wiedervereinigung verabschiedet, welche erstmals eine koreanische Wiedervereinigung ins Spiel brachten. Ein Nord-Süd-Komitee wurde gebildet, das sich regelmäßig traf. 1983 fiel ein nordkoreanischer Vorschlag für Drei-Mächte-Gespräche mit den Vereinigten Staaten und Südkorea mit dem Attentat auf den südkoreanischen Präsidenten Chun Doo-hwan und seine Regierung in Rangun durch den nordkoreanischen Geheimdienst zusammen. Mehrere Regierungsmitglieder starben dabei, darunter der Außenminister Südkoreas. Als Seoul als Austragungsort für die Olympischen Sommerspiele 1988 ausgewählt wurde, versuchte Nordkorea, einen Boykott durch seine kommunistischen Verbündeten oder eine gemeinsame Austragung der Spiele zu erreichen, was nicht gelang. Als Rache verübte Nordkorea 1987 den Bombenanschlag auf den Korean-Air-Flug 858, bei dem 115 Zivilisten starben. Ende den 1980er Jahren begann Präsident Roh Tae-woo mit seiner Nordpolitik, die in Anlehnung an die Ostpolitik der BR Deutschland auf eine Normalisierung der Beziehungen abzielte.

### Nach dem Kalten Krieg
Mit dem Zerfall der Sowjetunion verlor Nordkorea seinen wichtigsten Wirtschaftspartner und stürzte in eine tiefe Krise. Im Gegensatz dazu hatte sich Südkorea in den 1980er Jahren erfolgreich demokratisiert und verfügte über eine prosperierende Wirtschaft. In dieser Zeit wurde von vielen der Zusammenbruch der nordkoreanischen Diktatur und die bevorstehende Wiedervereinigung Koreas erwartet. Es kam in einer diplomatischen Tauwetterperiode zu bedeutenden Durchbrüchen und der Verabschiedung des Abkommens über Aussöhnung, Nichtangriff, Austausch und Zusammenarbeit (Basisvereinbarung) im Jahre 1991, welches eine friedliche Koexistenz vereinbarte. Es kam auch zu verstärktem kulturellem Austausch und der Bildung gesamtkoreanischer Mannschaften bei Sportwettbewerben. 1994 kam es aufgrund des Nordkoreanisches Kernwaffenprogramms zu einer diplomatischen Krise, und ein Krieg Nordkoreas mit den USA konnte nur durch einen Besuch von Jimmy Carter in Pjöngjang und das Genfer Rahmenabkommen verhindert werden. Das Kernwaffenprogramm war möglicherweise der Versuch des nordkoreanischen Regimes, in der ungünstig gewordenen Lage das eigene Überleben zu sichern.
1998 verkündete der südkoreanische Präsident Kim Dae-jung die Sonnenscheinpolitik gegenüber Nordkorea. Es kam im Juni 2000 zum ersten innerkoreanischen Gipfeltreffen zwischen Kim Dae-jung und Kim Jong-il, in dessen Folge Kim Dae-jung den Friedensnobelpreis erhielt. Die innerkoreanischen Wirtschaftsbeziehungen wurden ausgebaut und 2003 wurde die Industrieregion Kaesŏng etabliert, die es südkoreanischen Unternehmen erlaubte, in Nordkorea zu investieren. Unter US-Präsident George W. Bush verschlechterten sich allerdings die Beziehungen von Südkoreas wichtigstem Verbündeten mit Nordkorea und unter Bush trat Nordkorea aus dem Genfer Rahmenabkommen aus. Auch die Sechs-Parteien-Gespräche scheiterten und 2006 führte Nordkorea seinen ersten Kernwaffentest durch, was die Beziehungen zum Ausland und zu Südkorea verschlechterte. 2010 wurde die Sonnenscheinpolitik unter Lee Myung-bak für beendet erklärt. Der Korea-Konflikt eskalierte im selben Jahr mit der Versenkung der südkoreanischen Cheonan und dem Bombardement von Yeonpyeong durch Nordkorea.

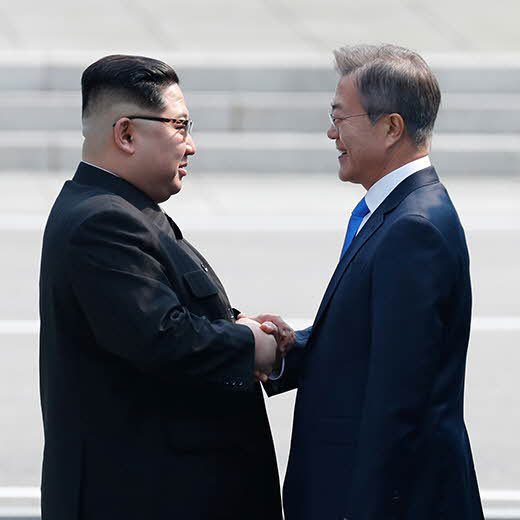
Treffen zwischen Kim Jong-un und Moon Jae-in (2018)

Auch während der Amtszeit von Präsidentin Park Geun-hye (2013–2017) in Südkorea blieben die Beziehungen zu Nordkorea schlecht. Anlässlich des 68. Jahrestages der Staatsgründung führte Nordkorea unter Kim Jong-un 2016 seinen fünften Atomtest durch. Daraufhin gab Südkorea bekannt, einen Plan zur Ermordung von Kim Jong-un zu haben. Im Jahr 2018, beginnend mit der Teilnahme Nordkoreas an den Olympischen Winterspielen 2018 und nach dem Amtsantritt von Moon Jae-in, haben sich die Beziehungen wieder verbessert. Im April 2018 unterzeichneten die beiden Länder die Panmunjom-Erklärung für Frieden, Wohlstand und Wiedervereinigung der koreanischen Halbinsel bei einem innerkoreanischen Treffen zwischen Moon und Kim. Es kam 2018 und 2019 auch zu Treffen zwischen dem damaligen US-Präsident Donald Trump und Kim in Singapur und Hanoi, bei denen sich Nordkorea allerdings nicht zu einer Denuklearisierung bereit erklärte.
Nach dem gescheiterten Hanoi-Gipfel 2019 verschlechterten sich die Beziehungen, als Nordkorea seine militärischen Fähigkeiten ausbaute. Die Wahl des konservativen südkoreanischen Präsidenten Yoon Suk-Yeol im Jahr 2022 verschärfte die Spannungen weiter, da er die Politik gegenüber Nordkorea drastisch veränderte, indem er auf schärfere Reaktionen auf Provokationen setzt und sogar nukleare Bewaffnung erwägt. Trotzdem bietet Suk-Yeol Nordkorea ein Wirtschaftshilfspaket im Austausch für Entnuklearisierung an. Gegen 2023 hatte Nordkorea alle wirtschaftlichen Vereinbarungen mit Südkorea aufgehoben und dialogorientierte Behörden aufgelöst. Kim Jong Un betrachtet Südkorea als Hauptfeind und strebt taktische Atomwaffen an. Nordkorea verstärkte die militärische Zusammenarbeit mit Russland, insbesondere nach einem Gipfeltreffen zwischen Kim Jong Un und Wladimir Putin im September 2023. Südkoreas diplomatische Strategie konzentrierte sich auf die Zusammenarbeit mit China und Japan, was die Nordkorea-Frage in den Hintergrund rückte. Anfang 2024 erklärte Kim, dass eine Vereinigung der beiden Koreas nicht mehr möglich sei, und bezeichnete Südkorea als Erzfeind. Im Oktober desselben Jahres begann die Koreanische Volksarmee (KVA), Verkehrswege nach Südkorea zu kappen bzw. zu zerstören; der Generalstab der KVA hatte dies vorher angekündigt und dies u. a. mit der Stationierung von US-Atomwaffen in der Region begründet. Die staatliche Nachrichtenagentur KCNA berichtete, dass Nordkorea in seiner überarbeiteten Verfassung Südkorea als „eindeutig feindlichen Staat“ bezeichnet. Damit entfernt sich Nordkorea weiter vom langjährigen Ziel einer Wiedervereinigung und strebt stattdessen ein Zwei-Staaten-System an.

## Wirtschaftsbeziehungen
Bis 1945 hatte in Korea ein einheitlicher Wirtschaftsraum bestanden, wobei die meisten Industrieanlagen sich im Norden befanden. Nach der Teilung Koreas wurden in beiden Landesteilen völlig unterschiedliche Wirtschaftssysteme installiert. Ein zentralverwaltetes im Norden und ein staatskapitalistisch bzw. marktwirtschaftliches System im Süden. Ab den 1970er Jahren begannen sich beide Volkswirtschaften deutlich auseinanderzuentwickeln und nach jahrzehntelanger Stagnation im Norden war das Bruttoinlandsprodukt pro Kopf in Südkorea in den 2010er Jahren 40-mal höher.

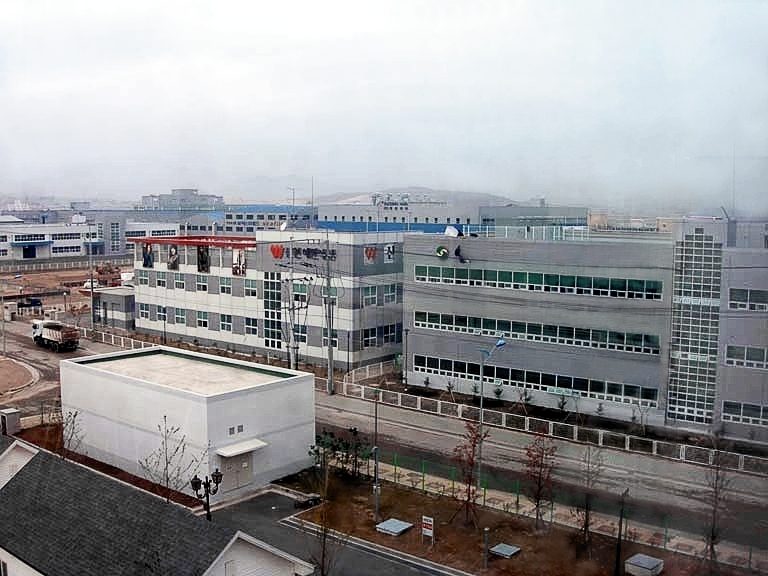
Industriepark Kaesŏng (2013)

Nach dem Koreakrieg gab es aus politischen Gründen keinen Handelsaustausch zwischen beiden Staaten. Erst 1988 erlaubte Südkorea den Handel mit dem Norden und in den 1990er Jahren wurden die Handelsbeziehungen deutlich ausgebaut. Zu den Projekten der Sonnenscheinpolitik gehörten die Touristenregion Kŭmgang-san und die Industrieregion Kaesŏng sowie verschiedene Unternehmenskooperationen, bei denen südkoreanische Unternehmen zu extrem niedrigen Löhnen produzieren konnten. Daneben unterstützte Südkorea den Norden auch mit Wirtschaftshilfen, z. B. zwischen 1999 und 2015 durch die Lieferung von Dünger. Nachdem Lee Myung-bak 2008 zum Präsidenten von Südkorea gewählt worden war, wurde der Handel reduziert, um Druck auf Nordkorea in der Atomfrage auszuüben. Der Handel mit Südkorea ging zwischen 2007 und 2013 von 1,8 Mrd. US-Dollar auf 1,1 Mrd. US-Dollar zurück, wobei der Großteil des verbleibenden Handels über den Industriepark Kaesŏng abgewickelt wurde. 2016 kam es zur Schließung des Industrieparks, wo zu diesem Zeitpunkt 50.000 Nordkoreaner arbeiteten. Im Rahmen der Chuch’e-Ideologie setzt Nordkorea seitdem auf völlige Autarkie, mit der Volksrepublik China als quasi einzigem Handelspartner.
Im Februar 2024 kündigte Nordkorea nach einer Entscheidung der Obersten Volksversammlung die wirtschaftliche Zusammenarbeit mit Südkorea auf.

## Kulturbeziehungen

Gesamtkoreanische Flagge

Verstärkte Kulturbeziehungen kamen erstmals in den 1970er und 1980er Jahren zustande, als es zur Durchführung von Familienzusammenführungen kam und auch zum Austausch zwischen Künstlern aus beiden Ländern. In den 1990er Jahren traten nach diplomatischen Erfolgen erstmals gesamtkoreanische Mannschaften bei Sportwettbewerben an, darunter bei der Junioren-Fußballweltmeisterschaft 1991. Auch bei den Olympischen Winterspielen 2018 gab es gemischte Teams aus beiden Staaten in einigen Sportarten. Beide Fußballnationalmannschaften trafen in zahlreichen Fußball-Länderspiele zwischen Nord- und Südkorea aufeinander, darunter erstmals 1978 bei den Asienspielen.
Am 1. April 2018 gaben südkoreanische K-Pop-Stars in Pjöngjang ein Konzert mit dem Titel „Spring is Coming“, das von Kim Jong-un und seiner Frau besucht wurde. Für einfache Nordkoreaner ist der Besitz von südkoreanischen Filmen, Büchern oder Musik allerdings eine Straftat und kann zur Hinrichtung führen. Der Konsum südkoreanischer Medien soll in Nordkorea aber trotzdem sehr verbreitet sein. 2022 wurde das Verbot von nordkoreanischen Fernsehsendern in Südkorea aufgehoben.

## Innerkoreanische Migration
Nach dem Zusammenbruch der nordkoreanischen Wirtschaft in den 1990er Jahren stieg die Zahl der Flüchtlinge aus Nordkorea in Südkorea deutlich an. Nur sehr wenige Nordkoreaner konnten über die stark überwachte Grenze zu Südkorea fliehen. Die meisten Flüchtlinge verließen Nordkorea über die Grenze zur Volksrepublik China. Diese Fluchtroute ist allerdings sehr gefährlich, da China Flüchtlinge aus dem Land wieder nach Nordkorea abschiebt, wo diesen schwere Strafen drohen. Seit 1990 haben sich knapp 30.000 Nordkoreaner in den Süden abgesetzt. Aufgrund der großen Unterschiede zwischen beiden Ländern müssen Flüchtlinge aus dem Norden bei der Integration in den Süden unterstützt werden. Viele Nordkoreaner erleben nach ihrer Flucht in ihrer neuen Heimat Diskriminierung.
Einige nordkoreanische Flüchtlinge wurden zu Aktivisten für Menschenrechte in Nordkorea und flogen Ballons über die Grenze zu Nordkorea mit Botschaften über die Außenwelt. Kim Yo-Jong, Schwester von Kim Jong-un und nordkoreanische Politikerin, bezeichnete nordkoreanische Überläufer 2022 als „menschlichen Abschaum“ und „Hunde“.